# Jason Graves
Jason Graves är en amerikansk kompositör. Han är mest känd för att komponerat musik till TV-spel som Dead Space och Tomb Raider.